# 金沢市立内川中学校
金沢市立内川中学校（かなざわしりつ うちかわちゅうがっこう、英語: Kanazawa Municipal Uchikawa Junior High School）は、石川県金沢市にある公立中学校。内川小学校と併設された学校であり、総じて内川小中学校と称される。

## 沿革

### 前史
- 1922年（大正11年）4月1日 - 石川郡内川村尋常小学校に高等科を設置し、石川郡内川村立尋常高等小学校と改称[5]。
- 1941年（昭和16年）4月1日 - 国民学校令実施に伴い、石川郡内川国民学校と改称。初等科、高等科を設置[6]。

### 新制中学校以降
《主要な出典：》
- 1947年（昭和22年）4月[2] - 石川郡内川村立内川中学校創設。
- 1954年（昭和29年）7月1日 - 内川村の金沢市編入に伴い、金沢市立内川中学校と改称。後谷分校は菊水分校と改称。校章・校歌を制定。
- 1957年（昭和32年）11月3日[6] - 内川中学校創立10周年記念式を挙行。
- 1959年（昭和34年） - 運動場新設。
- 1962年（昭和37年） - 国旗掲揚塔完成[6]。
- 1964年（昭和39年） - 体育館落成。
- 1965年（昭和40年） - 内川中学校堂分校及び菊水分校を廃して本校に併合（スクールバスでの本校通学を開始）[8]。
- 1966年（昭和41年） - 寄宿舎、給食室落成（堂、菊水の生徒は通年制寄宿生活を開始）[8]。
- 1968年（昭和43年） - 新水道完成。
- 1970年（昭和45年）
  - 8月29日、堂分校お別れ式を実施[9]。内川ダム建設に伴う堂町廃町のため、堂分校は廃校となる（廃校日不詳）。
  - 10月5日 - 堂分校校庭で堂町の閉町式を挙行[9]。
- 1973年（昭和48年）3月31日[9] - 内川ダム建設に伴う菊水町廃町のため、内川小学校菊水分校廃校。
- 1975年（昭和50年）4月28日 - 学校植林地の設定（金沢市からの別所町学校植林地の移管）[9]。
- 1976年（昭和51年）
  - 日付不詳 - 保健室横物置新築、小動物飼育木屋・前庭観察池完成。
  - 4月12日 - 米飯給食開始（内川小学校との同時実施）[9]。
- 1979年（昭和54年） - プール新設。
- 1984年（昭和59年）7月5日 - 新校舎落成式挙行[9]。校地、施設・設備の整備完了。
- 1991年（平成03年） - コンピュータ教室設置。
- 1996年（平成08年） - 体育館竣工。
- 1997年（平成09年） - 内川中学校創立50周年記念式を挙行。
- 2002年（平成14年） - コンピュータ校内LAN工事完成、校門改修工事。
- 2003年（平成15年）4月1日 - 小規模特別認定校[注釈 3]制度施行。
- 2011年（平成23年） - エアコン工事（校長室、職員室、保健室）。
- 2018年（平成30年） - パソコン更新作業。
- 2019年（令和元年） - プール排水溝交換工事、わくわくの森にデッキ新設。

## 校訓・教育目標

### 校訓
「創造・規律・奉仕・勇気」

### 教育目標
「ふるさとに誇りを持つ、心豊かな子どもの育成」
～幅広い人々との交流や体験をとおして、たくましい社会性を育む～

## 通学区域
内川小学校通学町（三小牛町、別所町、蓮花町、山川町、小原町、新保町、住吉町、堂町、菊水町）

## 周辺
- 内川ダム
- 内川スポーツ広場
- 北陸学院大学
- 北陸学院大学短期大学部
- 北陸学院小学校
- 瀬織津姫神社